# 全国生協葬祭事業推進協議会
全国生協葬祭事業推進協議会（略称「生葬協」）は、その目的を 日本生活協同組合連合会 に引き継ぎ、2018年9月末日をもって解散いたしました。

## 生協の葬祭サービス紹介サイト問合せ先
日本生活協同組合 日本生協連事業支援本部 事業支援部 葬祭事業担当

## 生協・コープが実施する全国の葬祭事業
北海道
- 生活協同組合コープさっぽろ （コープの家族葬 フリエホール）

岩手県
- いわて生活協同組合 （いわて生協葬祭事業部 セリオ）

宮城県
- みやぎ生活協同組合 （みやぎ生協の葬祭サービス プリエ葬 ）

山形県
- 生活協同組合共立社（こ～ぷ葬祭）

東京都・埼玉県・栃木県・群馬県・千葉県・茨城県・長野県
- 株式会社コープサービス※コープデリ連合会子会社（コプセ）

神奈川県
- 株式会社コープライフサービス ※生活協同組合ユーコープ子会社 （ゆきげ葬）

静岡県
- 株式会社コープライフサービス ※生活協同組合ユーコープ子会社 （コープ葬祭サービス「ラビュー」）

愛知県
- 生活協同組合コープあいち ・株式会社ティア・愛知こすもすグループ（コープあいち葬祭 ）
- トヨタ生活協同組合（メグリアセレモニー）

三重県
- 生活協同組合コープみえ（葬祭サービス“まどか”）

福井県
- 福井県民生活協同組合 （生協葬祭みれい）

大阪府
- 大阪いずみ市民生活協同組合（コープの葬祭）
- 生活協同組合おおさかパルコープ（おおさかパルコープのお葬式「ぱるむ」）

京都府
- 京都生活協同組合 （コープ葬クオレ）

兵庫県
- 生活協同組合コープこうべ（コープこうべのお葬式「クレリ」）

広島県
- 生活協同組合ひろしま （葬祭サービス「ひとえ」）

岡山県
- 株式会社コープピーアンドエス※生活協同組合おかやまコープ  子会社（コープ葬祭サービス）
- 三井造船生活協同組合（コープの葬祭事業セレスト）

愛媛県
- 生活協同組合コープえひめ （コープ葬祭）

高知県
- こうち生活協同組合（コープ葬祭）

福岡県
- エフコープ生活協同組合（エフセ）

大分県
- 有限会社ヒューマック大分※生活協同組合コープおおいた子会社（生協の葬祭サービス コープ葬祭おおいた）

沖縄県
- 生活協同組合コープおきなわ コープ葬祭